# Isaac Habert
Isaac Habert (Parigi, 1600 circa – Pont-de-Salars, 15 settembre 1668) è stato un teologo e vescovo cattolico francese.

## Biografia
Entrò nello stato ecclesiastico e nel 1626 ottenne il grado di dottore in teologia alla Sorbona. Fu canonico del capitolo cattedrale a Parigi e predicatore del re di Francia.
Fu un oppositore delle dottrine gianseniste, che sin dal 1641 condannò nelle sue omelie pronunciate a Notre-Dame di Parigi: Antoine Arnauld lo attaccò con uno scritto polemico, a cui egli rispose con l'opera del 1644 La defense de la foy de l'Eglise.
Con la sua elezione a vescovo di Vabres nel 1645 dovette rallentare la sua attività letteraria per dedicarsi al lavoro pastorale.
Fu l'estensore della lettera che nel 1651 ottantacinque vescovi francesi inviarono a papa Innocenzo X per chiedergli la condanna delle dottrine gianseniste sulla grazia.

## Opere
- De Consensu hierarchiae et monarchiae adversus paraeneticum Optati Galli Schismatum fictoris (Parigi, 1640);
- Archieraticon. Liber pontificalis ecclesiae Graecae (Parigi, 1643);
- La defense de la foy de l'Eglise, et de l'ancienne doctrine de Sorbonne, touchant les principaux points de la grâce (Parigi, 1644);
- Theologiae graecorum patrum vindicatae circa universam materiam gratiae (Parigi, 1646);
- In B. Pauli epistolas tres episcopales ad Timotheum et Titum et unam ad Philemonem expositio perpetua (Parigi, 1656).

## Genealogia episcopale
La genealogia episcopale è:
- Cardinale François de Joyeuse
- Cardinale François d'Escoubleau de Sourdis
- Arcivescovo Jean-François de Gondi
- Vescovo Dominique Séguier
- Vescovo Isaac Habert